# Палаццо Мадама (Турин)
Палаццо Мадама (итал. Palazzo Madama e Casaforte degli Acaja, пьем. Palass Madama) — Дворец Мадама и крепость Акайя, архитектурно-исторический комплекс в Турине (Пьемонт, Северная Италия), расположенный на центральной площади города Пьяцца Кастелло. Внесён в список Всемирного наследия ЮНЕСКО как часть серийного комплекса «Савойские резиденции» (seriale Residenze Sabaude). В здании находится Гражданский музей античного искусства (Museo Civico d’Arte Antica).

## История
На месте древнеримского лагеря (castrum Quadrilatero Romano) и восточных ворот римской колонии Юлии Августы Тауринорум (Julia Augusta Taurinorum) близ берега р. По в Средневековье вырос замок. Со временем, после смены многих владельцев, замок перешёл в собственность младшей ветви савойских герцогов Акайя (Savoia-Acaia). От этого времени сохранилось каре крепостных стен с четырьмя круглыми башнями.
Западная часть средневекового замка получила название Палаццо Мадама, поскольку в период с 1620 по 1663 год в нём проживала мадам Кристина Бурбон-Французская (Madama Cristina di Borbone-Francia), которую называли «первой королевской мадам» (la prima Madama Reale), а затем, в период 1666—1724 годов, Мария Джованна Баттиста Савой-Немурская, называемая «второй королевской мадам» (seconda Madama Reale). Именно для последней в 1721 году придворным архитектором Филиппо Юваррой был спроектирован существующий фасад дворца.
В разное время палаццо служило резиденцией членам младшей ветви Савойского дома, вдовствующих регентш (отсюда название: «Мадама»), для размещения гостей правящего монарха и в качестве местонахождения Савойской картинной галереи (Галереи Сабауда) (с 1832 года), пьемонтского парламента и, с 1848 года, Верховного суда. С 1934 года в здании помещается Муниципальный музей древнего искусства (Museo civico d’arte antica). В музее хранятся ценные произведения искусства, собранные представителями Савойской правящей династии: старинные скульптуры, картины, значительная коллекция изделий из фарфора, образцы мебели выдающегося мастера Пьетро Пиффетти.
В течение XX века во дворце проводились многочисленные перестройки и реставрационные работы, которые были завершены в конце 2006 года, вернув городу важный «документ», относящийся к двухтысячелетнему периоду его истории. В 2010 году фасад дворца подвергся серьезной реставрации, а вокруг бывшей крепости были созданы ботанические сады для культивации редких растений. В 2014 году была утверждена передача права собственности на Палаццо Мадама от итальянского государства городу Турину.

## Архитектура
Архитектору Филиппо Юварра удалось возвести только главный фасад дворца в стиле барокко, но и этого было достаточно, чтобы здание превратилось в выдающийся памятник архитектуры. В фасаде, напоминающем театральный занавес, эклектично соединены принципы палладианства, барочность и традиции архитектуры французского классицизма. Роскошный фасад, облицованный белым каррарским мрамором, как бы прикрывает со стороны площади старинную крепость. Примечательны большой ордер в два этажа, высокие «французские окна», балюстрада с вазонами и статуями на кровле. Парадная двухмаршевая и «двусветная» лестница дворца работы Юварры вошла в историю архитектуры. Интерьеры дворца оформляли в разное время и они отражают вкусы владельцев разных эпох.

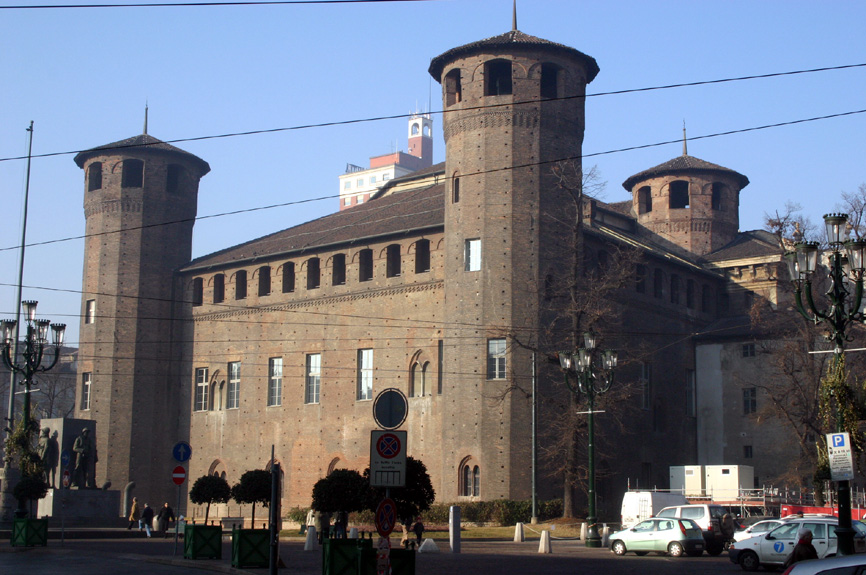
Средневековое крыло резиденции
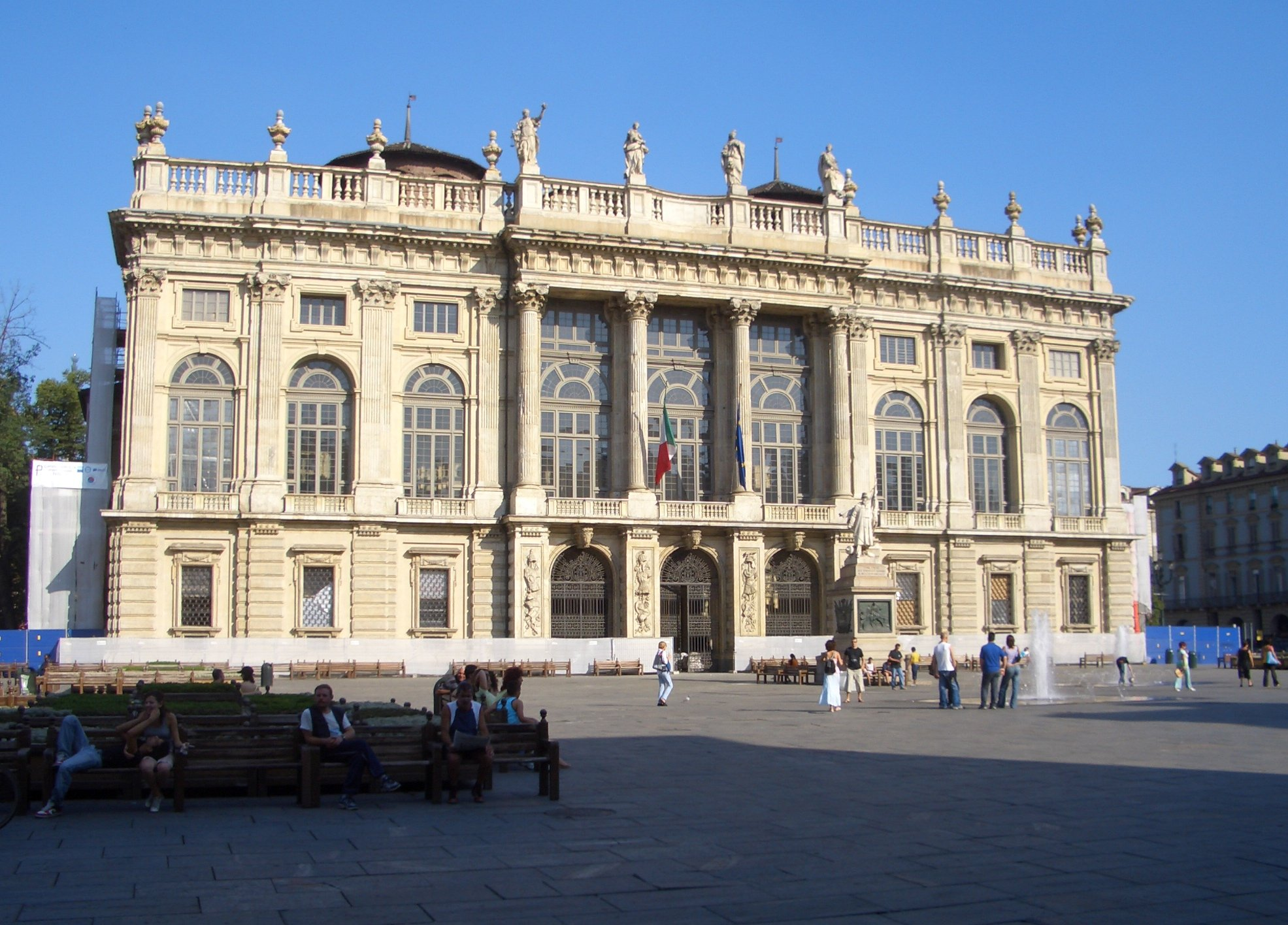
Фасад дворца
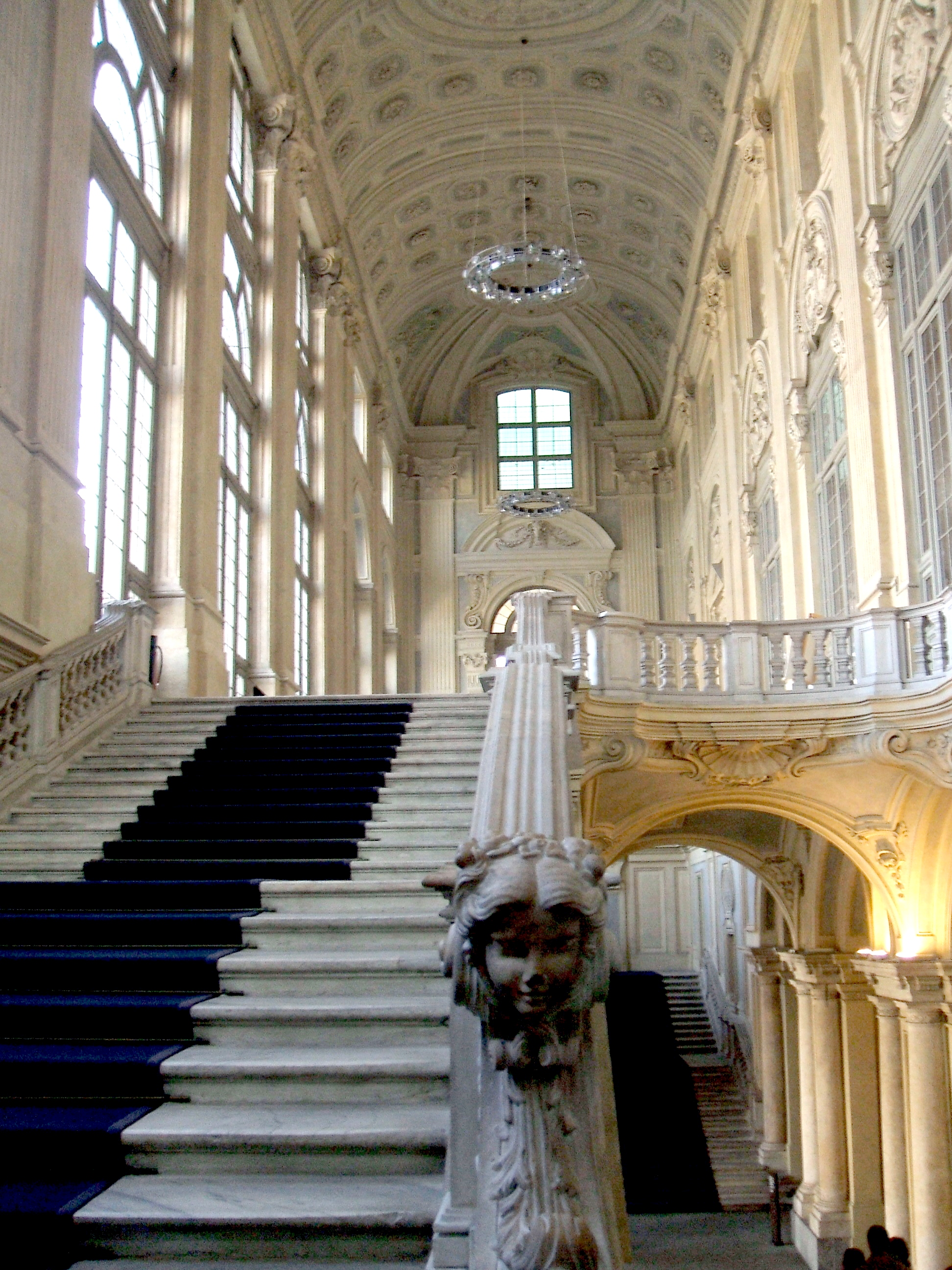
Парадная лестница
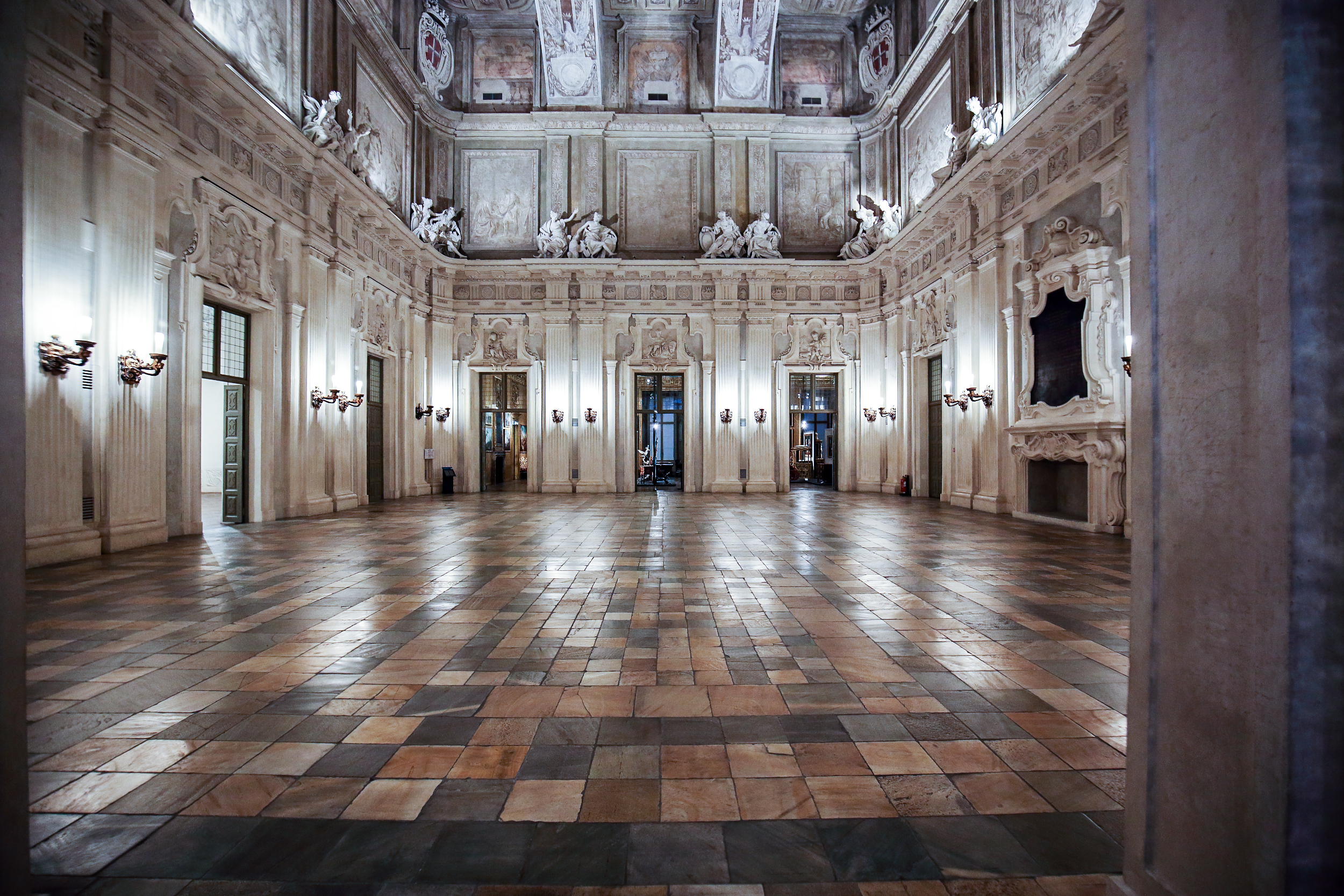
Большой салон
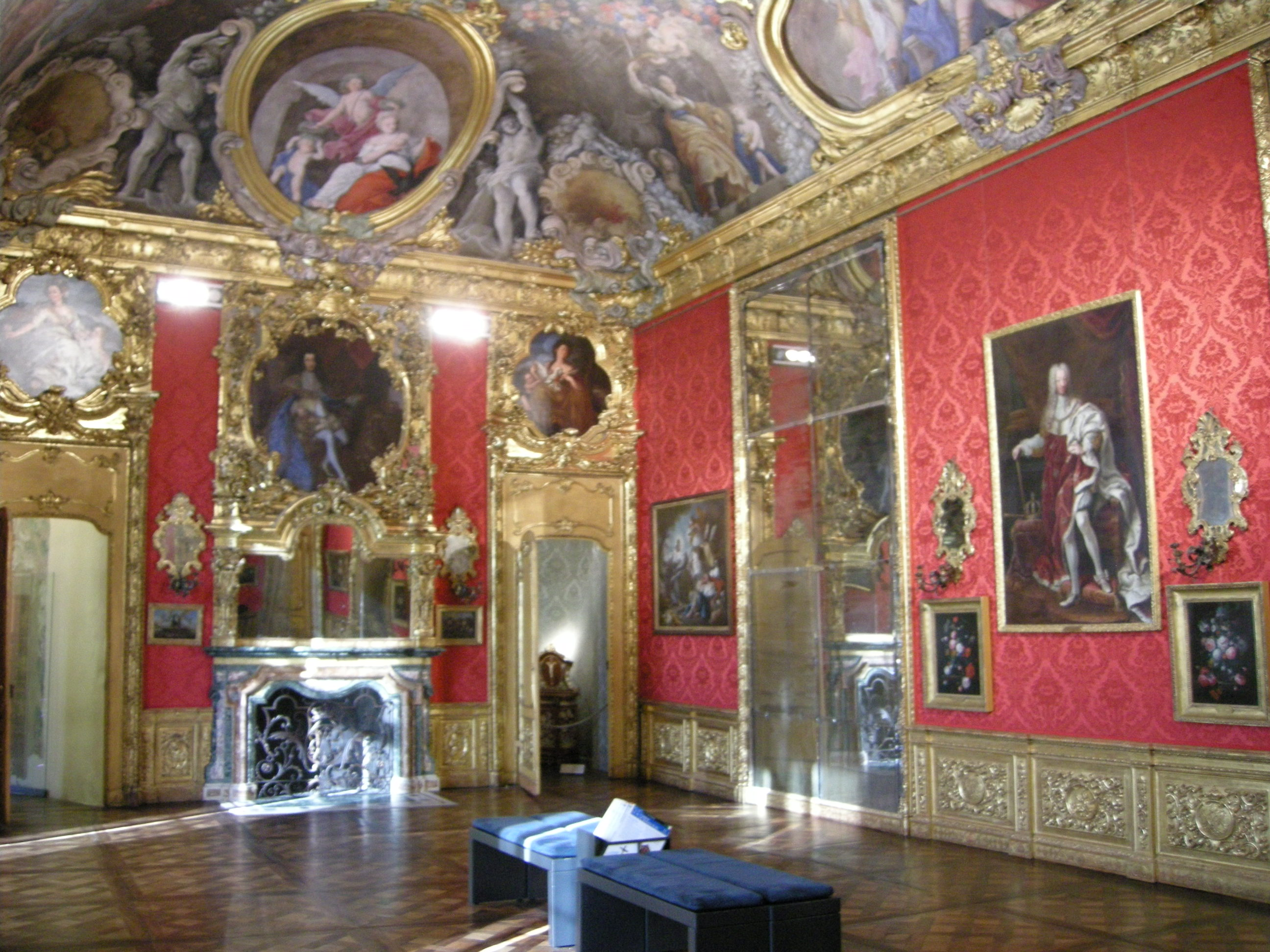
Зал знати
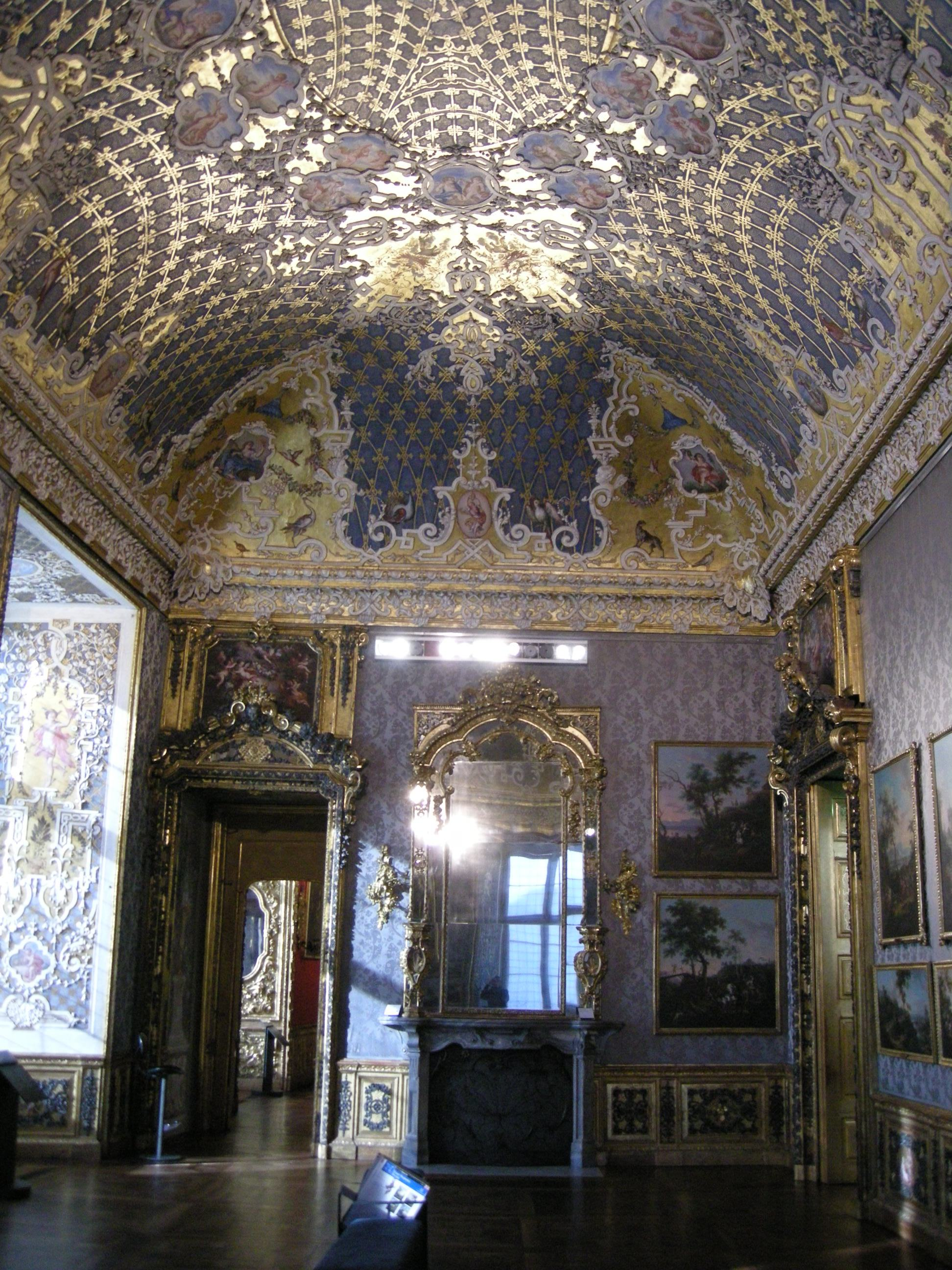
Парадная анфилада